# Штрёк, Альберт
Альберт Штрёк (венг. Ströck Albert, 12 февраля 1903, Надьварад — 9 мая 1971) — румынский и венгерский футболист, играл на позиции правого крайнего нападающего.
Также известный как Адальберт Штрёк и Альберт Тёрёк. Игрок двух национальных сборных — Румынии и Венгрии.

## Карьера в Румынии
Выступая на родине, успел сменить три команды: «Старуница» (Орадя), «Орадя» и «Фулгерул» (Кишинев). В те времена румынские клубы выступали в региональных лигах, победители которых попадали в финальный турнир, где разыгрывали титул чемпиона Румынии. Лишь однажды команда, в составе которой выступал Штрёок, была участником финального турнира: в 1922 году «Старуница» победила в округе Орадю, после чего в 1/4 финала уступила «Виктории» из города Клуж (2:2, 0:2).
3 сентября 1922 года дебютировал в официальных матчах в составе национальной сборной Румынии в игре против сборной Польши (1:1). В общем сыграл за команду 8 матчей и забил 2 мяча в 1922—1926 годах.
В 1924 году был участником Олимпийских игр в Париже. Сборная Румынии выступила неудачно, уступив в первом же матче Нидерландам — 0:6. В этом матче на позиции вратаря также играл старший брат Альберта — Штефан Штрёк, на счету которого есть три матча в национальной сборной.

## Карьера в Венгрии
С 1927 по 1932 годы выступал за столичную команду «Уйпешт», В 1930 году завоевал с командой первый в её истории титул чемпиона страны, отыграв 19 матчей, в которых забил 4 гола. Через год команда вновь стала чемпионом, на счету Штрёка 8 голов в 22 матчах турнира.
Две лучшие команды Венгрии получали возможность попробовать свои силы в Кубке Митропы, международном турнире для сильнейших клубов центральной Европы. В этом соревновании «Уйпешт» преуспел в 1929 году. На пути к финалу команда прошла пражскую «Спарту» (6:1 и 0:2) и венский «Рапид» (2:1 (с голом Штрёка), 2:3 и 3:1 в переигровке в дополнительное время благодаря хет-трику главного бомбардира команды Иштвана Авара, также выходца из Румынии). В финале «Уйпешт» переиграл другую чешскую команду — «Славию». Уже в первом матче «Уйпешт» получил весомое преимущество 5:1, а один из мячей забил Штрёк. В ответном матче команды сыграли 2:2. Всего в Кубке Митропы в составе «Уйпешта» на счету Штрёка 13 матчей в 1927—1932 годах.
«Уйпешт» и «Славия» через год снова встретились в финале международного турнира — Кубка Наций. Эти соревнования состоялись в Женеве во время проведения Чемпионата мира в Уругвае. В нём принимали участие чемпионы или обладатели кубков большинства ведущих в футбольном плане континентальных стран Европы. «Уйпешт» поочередно переиграл испанский «Реал Унион» (3:1), нидерландский «Гоу Эгед» (7:0), швейцарский «Серветт» (3:0) и пражскую «Славию» в финале (3:0).
После переезда в Венгрию активно привлекался в состав национальной сборной Венгрии. Всего сыграл за команду 15 матчей и забил три мяча. Принимал участие в двух матчах розыгрышей Кубка Центральной Европы, турнира, который традиционно проводился между сборными Италии, Австрии, Швейцарии, Чехословакии и Венгрии.
После «Уйпешта» выступал в швейцарской команде «Ла-Шо-де-Фон».

## Достижения
- Обладатель Кубка Митропы: 1929
- Чемпион Венгрии (2): 1929/30, 1930/31
- Серебряный призёр Чемпионата Венгрии: 1931/32
- Бронзовый призёр Чемпионата Венгрии: 1927/28, 1928/29
- Обладатель Кубка Наций 1930